# Eremiascincus richardsonii
Espèce
Synonymes
- Hinulia richardsonii Gray, 1845
- Lygosoma monotropis Boulenger, 1887
- Hinulia ambigua De Vis, 1888

Eremiascincus richardsonii est une espèce de sauriens de la famille des Scincidae.

## Répartition
Cette espèce est endémique d'Australie. Elle se rencontre en Australie-Occidentale, dans le Territoire du Nord, au Queensland, en Nouvelle-Galles du Sud et en Australie-Méridionale.

## Publication originale
- Gray, 1845 : Catalogue of the specimens of lizards in the collection of the British Museum, p. 1-289 (texte intégral).